# Sonderkommando Nord
Sonderkommando Nord var ett nazityskt underrättelseorgan under andra världskrigets slutskede, med uppgift att organisera underrättelse- och sabotageverksamhet i Finland, Sverige och de baltiska länderna. 
Sonderkommando Nord bestod av ett militärt (Abwehr) underrättelseorgan som under fortsättningskriget 1941–1944 varit verksamt i Helsingfors och där kallats Büro Cellarius. Sedan tyskarna i mitten av september 1944 nödgats lämna södra Finland efter det finländska vapenstilleståndet med Sovjetunionen flyttades organet till badorten Heringsdorf vid den pommerska kusten och döptes om till Sonderkommando Nord. Det stod nu totalt under inflytande av SS, som planerade att upprätta en motståndsrörelse som skulle verka i Finland om landet drabbades av sovjetisk ockupation. Sonderkommando Nord utbildade bland annat en handfull finländska radister och sabotörer (den mest namnkunnige var Lauri Törni), men verksamheten kom aldrig på allvar i gång, detta främst på grund av de kaotiska förhållandena i Tyskland som stod inför sitt sammanbrott. 